# Liste der Straßennamen von Wien/Neubau
Liste der Straßen, Gassen und Plätze des 7. Wiener Gemeindebezirks, Neubau
| Historische Straßennamen – Literatur – Weblinks |

## A

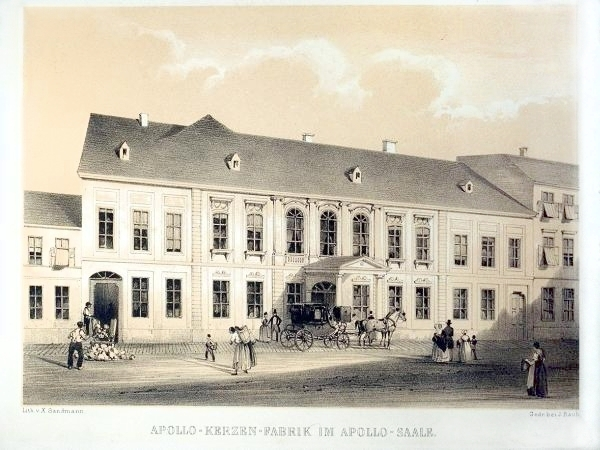
Kerzenfabrik im ehemaligen Apollosaal (zwischen 1839 und 1859)

- Ahornergasse, 1938 benannt nach dem Unternehmer Karl Ahorner (1873–1934), Inhaber einer Fabrik für Schuhwaren und für die fabriksmäßige Erzeugung von Heeresausrüstungsgegenständen aus Leder auf dem Neubau; er erwarb sich Verdienste als Wohltäter. Die Gasse hieß von 1938 (also kurz nach der vorangegangenen Benennung) bis 1946 Kreipelgasse.
- Andlergasse, 1803 benannt nach der Familie von Andler (auch von Andlern); sie besaß von 1679 bis 1793 ein Grundstück in dieser Gegend. Nach dessen Parzellierung entstand 1794 die Andlergasse.
- Andreasgasse, 1897 benannt nach dem Unternehmer Andreas Ditscheiner (1753–1808), bürgerlichem Handelsmann und Seidenzeugfabrikanten. Er kaufte 1791 den ehemaligen Pichlerhof auf Nr. 1 und ließ den Grund 1798–1809 verbauen, wodurch die Gasse entstand.
- Apollogasse, 1862 benannt nach dem Vergnügungsetablissement Apollosaal in der ehemaligen Vorstadt Schottenfeld (Zieglergasse 15). Der 1808 eröffnete Tanzsaal wurde 1807 vom Arzt und Mechaniker Sigmund Wolfssohn (1767–1852) erbaut und bot 8.000 Besuchern Platz. Wolfssohn ging bereits 1812 in Konkurs und starb verarmt. 1819 kaufte der Zuckerbäcker Johann Baptist Höfelmayer das Etablissement. 1839 wurde der Apollosaal an die Erste österreichische Seifensieder-Gewerks-Gesellschaft „Apollo“ verkauft, die dort bis 1876 die Apollo-Kerzenfabrik betrieb. Die Gasse hieß vorher Zwerchgasse und ursprünglich Fiakerdörfl.
- Arthur-Schnitzler-Platz, 2016 benannt nach dem Schriftsteller Arthur Schnitzler (1862–1931); er schrieb Dramen und Prosa, in denen er das Augenmerk vor allem auf die psychischen Vorgänge seiner Figuren lenkte. Die Handlung seiner Werke spielt meist im Wien der Jahrhundertwende; viele seiner Erzählungen und Dramen leben nicht zuletzt vom Lokalkolorit. Sein Bühnenstück Reigen war einer der größten Theaterskandale des 20. Jahrhunderts. Die Verkehrsfläche ist der Vorplatz des Volkstheaters und hat keine Adressen.
- Augustinplatz, 2008 doppelt benannt nach dem Bänkelsänger, Sackpfeifer und Stegreifdichter Marx Augustin (1643–1685) und der Sängerin, Diseuse, Schauspielerin und Synchronsprecherin Liane Augustin (1927–1978). Marx Augustin soll sehr beliebt gewesen sein, weil er mit seinen zotigen Liedern vor allem während der Pest in Wien im Jahr 1679 die Bevölkerung der Stadt aufheiterte. Ihm wird die Ballade O du lieber Augustin zugeschrieben, die jedoch erst um 1800 in Wien nachgewiesen ist. Die Legende vom „lieben Augustin“ könnte in Wahrheit auf das Buch Die Pest zu London (1772) von Daniel Defoe zurückgehen. Liane Augustin sang in der Nachkriegszeit gehobene Wiener Lieder sowie deutsche und internationale Evergreens. In den Radiohitparaden reüssierte die Künstlerin vor allem mit Coverversionen amerikanischer Hits. 1958 nahm sie für Österreich ohne großen Erfolg am Eurovision Song Contest in Hilversum teil.

## B

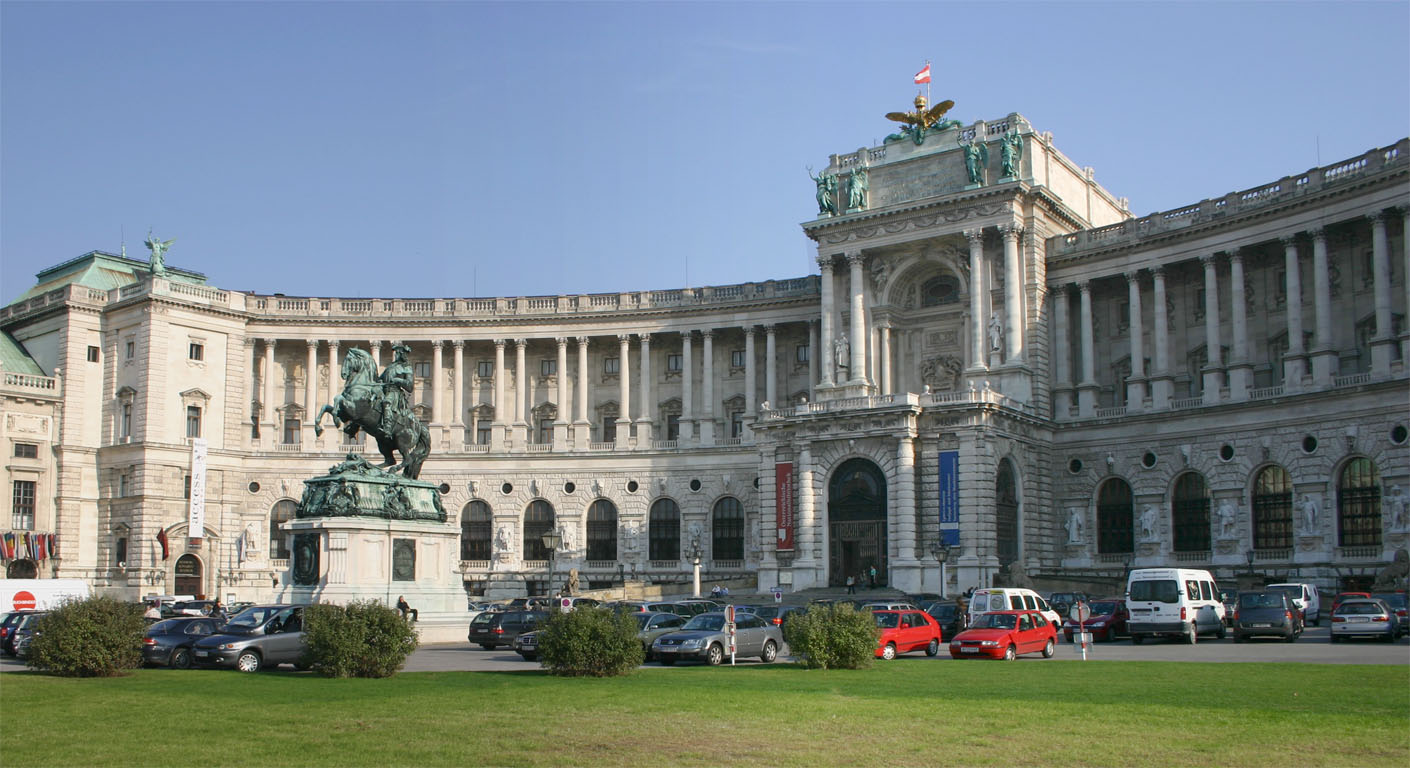
Die Neue Burg, neuester Teil der Hofburg. Nach der Burg ist seit 1862 die Burggasse im 7. Bezirk benannt; bis dahin hieß die heutige Josefstädter Straße im 8. Bezirk so.

- Badhausgasse, 1862 benannt nach der Badeanstalt Marienbad, die sich von 1814 (nach anderen Quellen: 1841) bis 1921 hier befand. Ein Teil der Gasse hieß davor Badgasse.
- Bandgasse, 1862 benannt nach den hier Anfang des 19. Jahrhunderts angesiedelten Seidenbandfabriken. Seidenbänder (Posamente) sind Besatzartikel, die keine eigenständige Funktion besitzen, sondern lediglich als Schmuckelemente auf andere textile Endprodukte wie Kleidung, Polstermöbel, Lampenschirme, Vorhänge und andere Heimtextilien appliziert werden. Vertrieben wurden die Produkte oft von Bandlkramern; das waren Hausierer, die vor allem Kurzwaren verkauften, darunter Stoffbänder. Siehe auch Seidengasse. Die Gasse hieß ursprünglich Langenkellergasse, bis 1780 Windmühlzwerchgasse und dann bis 1862 Herrengasse.
- Bernardgasse, 1862 benannt nach dem Fabrikanten Franz Alois Bernard (1791–1851); er besaß eine Seidenzeugfabrik, war Mitglied des „Äußeren Rats“ und förderte den Bau der Zollerschule; siehe Zollergasse. Bernard gehörte zu den populärsten Männern des Vormärz in Wien. 1825–1827 ließ er das Haus „Zum Segen Gottes“ in der Hermanngasse 25 erbauen und 1833–1836 den „Bernardhof“ in der Josefstadt. 1834–1862 hieß der Teil zwischen Schottenfeldgasse und Zieglergasse Strohmayergasse (nach dem Schottenfelder Bürgermeister Josef Strohmayer, 1797–1880). Der Teil zwischen Schottenfeldgasse und Kaiserstraße hieß 1848–1863 Seillergasse (nach dem Wiener Bürgermeister Johann Kaspar von Seiller, 1802–1888, dem ersten der um die 1850 eingemeindeten Vorstädte vergrößerten Stadt). Im Jahr 1897 wurde ein Teilstück der seither nur im 16. Bezirk verlaufenden Hasnerstraße in die Bernardgasse einbezogen.
- Breite Gasse, benannt (Datum unbekannt, um 1850) nach der für die damaligen Verhältnisse außergewöhnlichen Breite der Gasse. 1905 wurde der zwischen Siebensterngasse und Mariahilfer Straße liegende, deutlich schmälere Teil als Karl-Schweighofer-Gasse abgetrennt. An der Breiten Gasse befindet sich der Hintereingang des MuseumsQuartiers.
- Burggasse, 1862 benannt nach ihrer Ausrichtung auf die Hofburg; sie ist eine der ältesten Gassen des Bezirks. Die Hofburg war vom 13. Jahrhundert bis 1918 (mit Unterbrechungen) die Residenz der Habsburger in Wien. Seit 1945 ist sie Amtssitz des Bundespräsidenten und beherbergt Museen, die Nationalbibliothek und ein Kongresszentrum. Die Burggasse endete im Westen ursprünglich an der Kaiserstraße, 1885 wurde sie bis zum Gürtel verlängert (dort seit 1898 Stadtbahnstation Burggasse, seit 1989 U-Bahn-Station Burggasse-Stadthalle). Stadtzentrumsseitig endet die Gasse zwischen Volkstheater (U-Bahn-Station) und MuseumsQuartier an der Zweierlinie. Die Gasse hieß davor (je nachdem, in welcher Vorstadt sich der Abschnitt befand) Steig nach St. Ulrich, Am Zeißelbühel, Am Anger, Am Bergel, Auf der Wendelstatt, Entengasse, Wendlgasse, Lange Kellergasse und Rittergasse.

## C

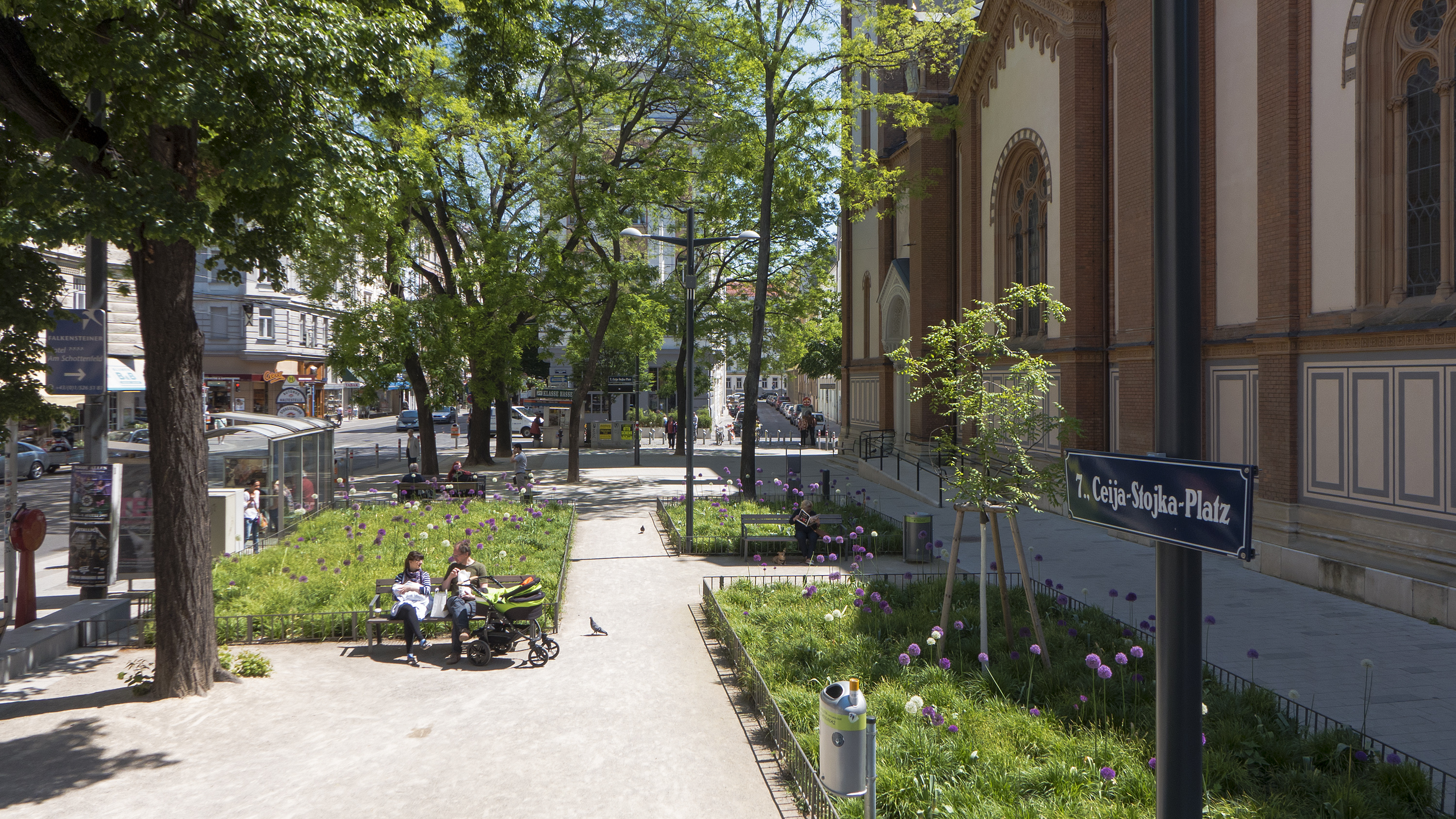
Ceija-Stojka-Platz

- Ceija-Stojka-Platz, 2014 benannt nach der Marktfahrerin und Autorin Ceija Stojka (1933–2013); sie gehörte den Lovara-Roma[1] an und überlebte als Kind drei nationalsozialistische Konzentrationslager. Darüber schrieb sie ab 1988 mehrere autobiografische Bücher.

## D
- Döblergasse, 1907 benannt nach dem Zauberkünstler Ludwig Döbler (1801–1864); der gelernte Physiker begann 1839 eine Karriere als Zauberkünstler im Theater in der Josefstadt. In den folgenden Jahren war er einer der vornehmsten Zauberkünstler seiner Zeit und verkehrte in den höchsten Kreisen. Döbler war auch Wissenschaftler und Erfinder. Mit Hilfe einem der Laterna magica ähnlichen Apparat, einem so genannten Phantaskop, erzeugte er bewegte Bilder und gilt heute als einer der frühen Pioniere des Kinofilms. Die Gasse hieß bis 1882 Spindlergasse (nach dem Abt des Schottenstifts Anton Spindler von Hofegg, 1570–1648) und dann 1882–1907 Schrankgasse (siehe dort). 1907 wurden die Namen der beiden Gassen getauscht.

## E
- Emil-Maurer-Platz, 2013 benannt nach dem Rechtsanwalt und Politiker Emil Maurer (1884–1967); er war Funktionär der SPÖ, Kommandant des Republikanischen Schutzbundes im 7. Bezirk und von 1932 bis 1934 Bezirksvorsteher von Neubau. Von 1952 bis 1963 war er Präsident der Israelitischen Kultusgemeinde Wien.[2][3]
- Enzingergasse, 1903 benannt nach dem Unternehmer Karl Enzinger (1820–1889), Seidenfabrikant; er vertrat von 1872 bis 1889 den Neubau im Gemeinderat und war ab 1882 Obmann der Armensektion.
- Europaplatz, 1958 benannt zur Dokumentation des besonders von Bürgermeister Franz Jonas propagierten Europagedankens. Im Oktober 1957 hatte der Europarat eine Resolution beschlossen, in der den europäischen Gemeinden nahegelegt wurde, ein öffentliches Gebäude oder eine Verkehrsfläche nach Europa zu benennen. Die Idee hierfür stammte vom österreichischen Nationalratsabgeordneten Karl Czernetz;[4] siehe auch den Czernetzplatz im 22. Bezirk, Donaustadt. Mitte der 1950er-Jahre erfolgte ein grundlegender Umbau des im Zuge des Neubaugürtels vor dem Westbahnhof gelegenen Platzes, ein weiterer Ende der 1980er-Jahre im Zuge des Baus der 1991 eröffneten neuen U-Bahn-Station Westbahnhof und der 1993 in Betrieb genommenen U3, die hier die U6, die ehemalige Gürtelstadtbahn, kreuzt.

## F
- Fassziehergasse (bis 1999 amtlich: Faßziehergasse), 1770 benannt nach der Genossenschaft der Fasszieher, die sich hier befand. Die „Fasszieher“ waren Transportarbeiter, die Fässer mit Muskelkraft – seltener mit Fuhrwerken – zu den Kunden beförderten. Das Transportieren schwerer Fässer über steile Weinkeller-Stiegen galt als schwere und gefährliche Tätigkeit. Die Gasse hieß vor 1770 Hintere Gasse.

## G

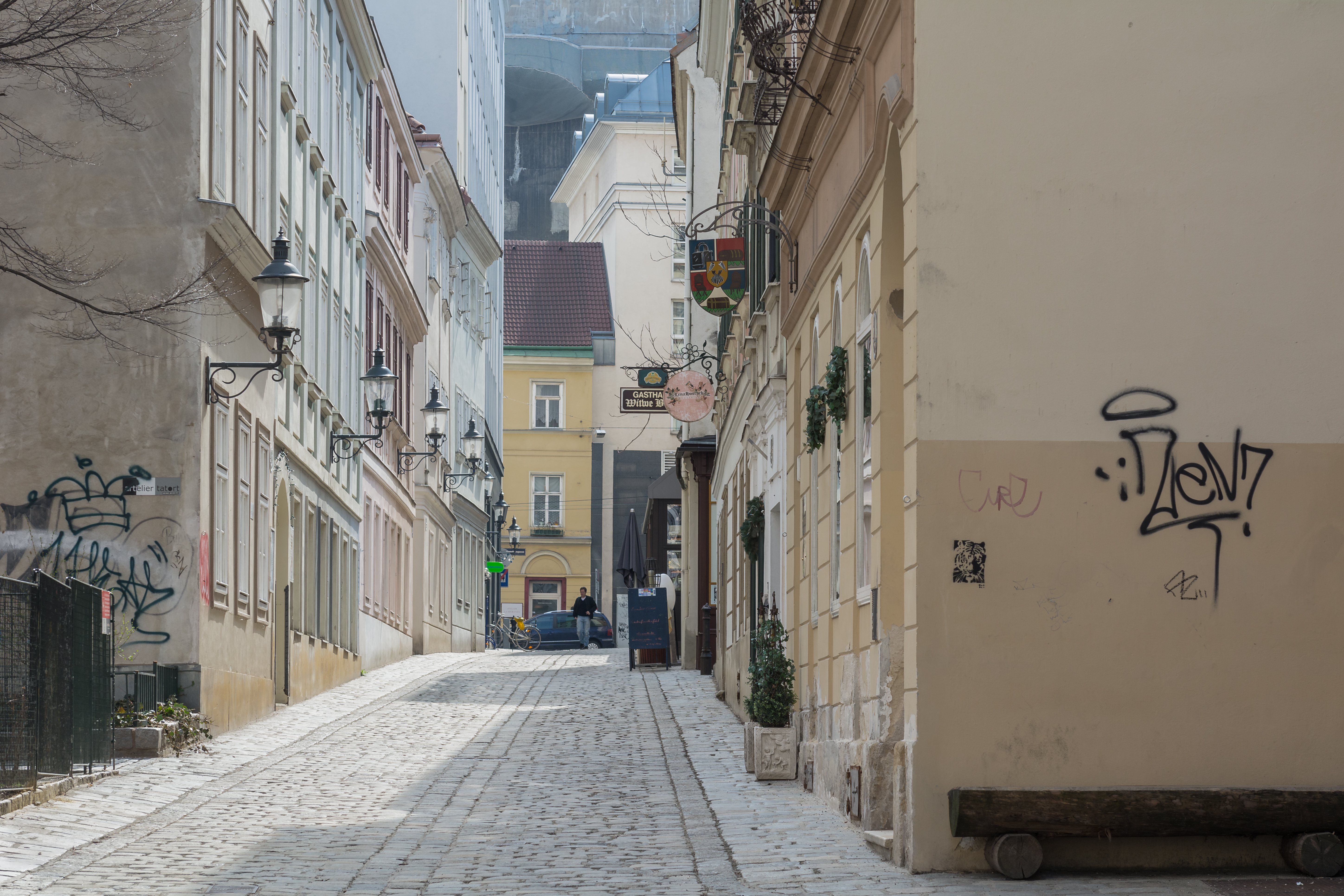
Gutenberggasse

- Gardegasse, 1909 benannt nach der ungarischen Leibgarde, die im Palais Trautson stationiert war. Maria Theresia kaufte das Palais 1760 um 40.000 Gulden an und stellte es der Ungarischen Garde zur Verfügung. Dies führte zu einigen Umbauten, aus dem Garten vor dem Gebäude wurde eine Reitschule, statt der Gartenmauer und der Orangerie wurden Stallungen errichtet. 1848 wurde die Ungarische Garde aufgelöst und das Palais wurde Sitz des niederösterreichischen Landesarmeekommandos. Nach dem Österreichisch-Ungarischen Ausgleich entstand neuerlich eine Ungarische Leibgarde, die im Palais ihren Hauptsitz hatte. Die Gasse hieß ursprünglich Kandlstiege, danach bis 1862 Kandlgasse und war dann 1862–1909 ein Teil der Spittelberggasse.
- Gutenberggasse, 1862 benannt nach dem Drucker Johannes Gutenberg (eigentlich Johannes Gensfleisch, um 1400–1468); er gilt als Erfinder des Buchdrucks mit beweglichen Metalllettern in Europa. Weiters entwickelte er besonders praktikable Legierungen aus Zinn, Blei und Antimon, eine ölhaltige Tinte und ein Handgießinstrument. Zudem erfand Gutenberg die Druckerpresse. Der angrenzende Gutenbergpark ist ebenfalls nach ihm benannt. Die Gasse hieß vorher Johannesgasse.

## H
- Halbgasse, benannt (Datum unbekannt), weil sie nur halb so lang wie die Parallelgassen war. Die Gasse hieß bis 1770 Lange Gasse und danach bis 1800 Herrengasse.
- Hermanngasse, 1862 benannt nach dem Benediktiner Hermann Gaunersdorfer (1791–1844), Kämmerer und Kanzleidirektor des Schottenstifts. Die Gasse hieß um 1700 Neue Gasse, bis 1770 Neubauzwerchgasse und dann bis 1862 Rauchfangkehrergasse. Sie reichte bis 1824 nur bis zur Kandlgasse und erhielt erst durch die Demolierung des Hauses Burggasse 69 einen Ausgang zur Burggasse. Der Name Hermanngasse für dieses neue Stück wurde 1862 auf den gesamten Straßenzug übertragen.

## J
- Jenny-Steiner-Weg, 2009 benannt nach der Seidenfabrikantin Jenny Steiner, geb. Pulitzer (1863–1958). Sie war Kunstsammlerin und Auftraggeberin vieler Arbeiten Gustav Klimts und einiger Egon Schieles. Einige ihrer Bilder sind heute im Besitz der Österreichischen Galerie Belvedere und des Leopold Museums.[5]

## K

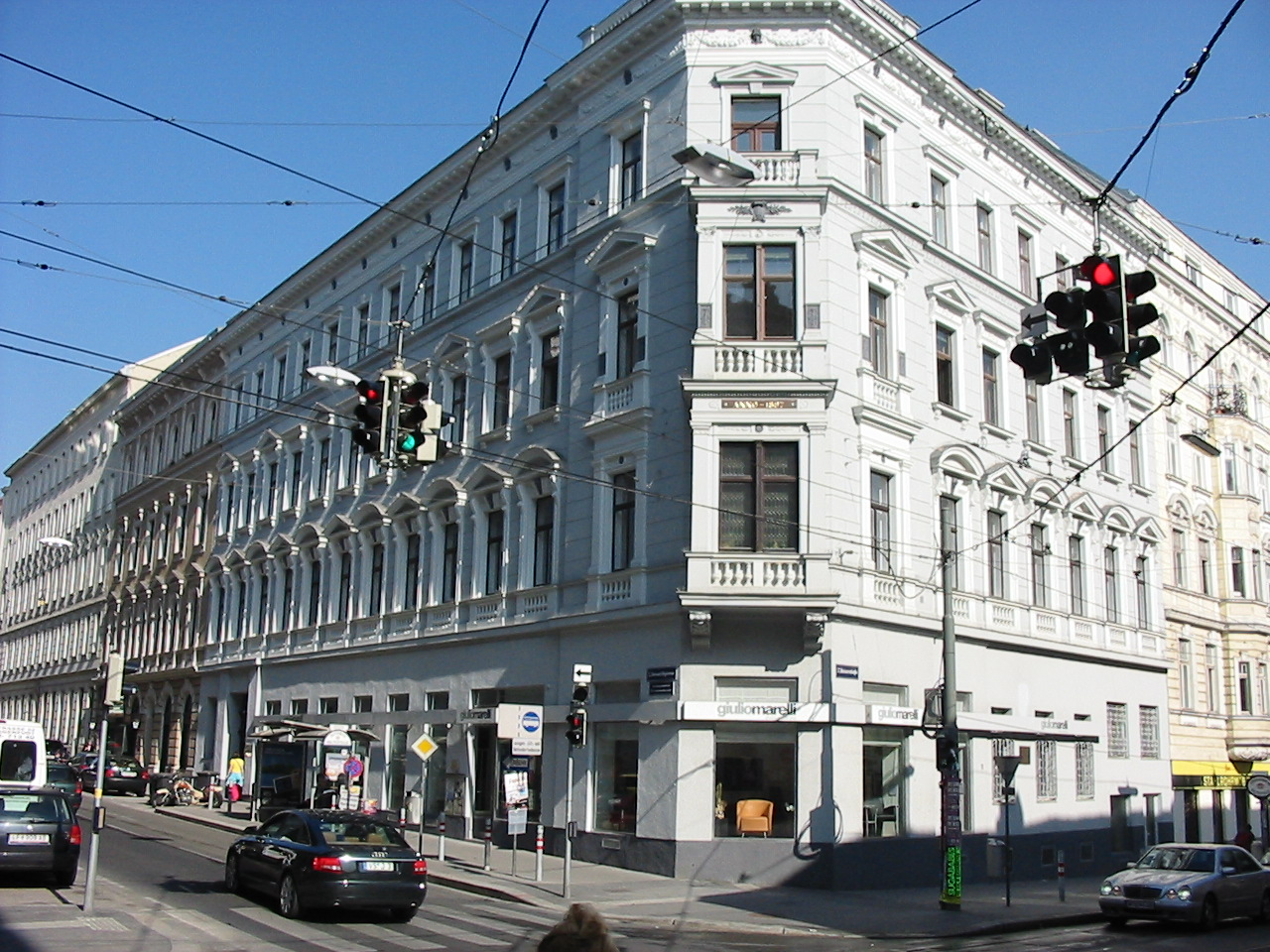
Kaiserstraße Ecke Neustiftgasse

- Kaiserstraße, benannt (Datum unbekannt, Ende 18. Jhdt.) nach Kaiser Joseph II., römisch-deutscher König (ab 1764), Kaiser des Heiligen Römischen Reiches (1765–1790), König von Böhmen, Kroatien und Ungarn (ab 1780); er gilt als Exponent des aufgeklärten Absolutismus. Für ihn war das Herrschertum ein Amt bzw. ein Dienst am Staat als übergeordnetem Ganzen, und er versuchte, den Einfluss des Adels und des Klerus zurückzudrängen. Die Straße war ursprünglich ein Feldweg, der die heutige Mariahilfer Straße mit der heutigen Lerchenfelder Straße verband und an der nach Errichtung des Linienwalls (1704) die ersten Häuser gebaut wurden; sie hieß bis 1760 Kaiserweg.
- Kandlgasse, benannt (Datum unbekannt) nach dem ehemaligen Hausschild „Zum goldenen Kandl“. Die Gasse wurde erst 1894 von der Wimbergergasse zum Gürtel verlängert; die beiden westlichsten, an den Gürtel grenzenden Häuserblöcke gehörten bis 1905 zum damaligen 15. Bezirk, Fünfhaus.
- Karl-Schweighofer-Gasse, 1905 benannt nach dem Klavierbauer Karl Schweighofer (1839–1905), ab 1852 Besitzer Firma Schweighofer, die 1792 von seinem Großvater Michael Schweighofer (1771–1809) gegründet worden war. 1869 wurde ihm und seinem Bruder Johann Michael Schweighofer (1840–1889) der Titel „k.k. Hof-Pianoforte-Fabrikanten“ verliehen. Das Unternehmen bestand bis 1938. Die Gasse hieß um 1839 Neue Gasse und bis 1862 Gardegasse bzw. Gardehausgasse, dann wurde sie Teil der Breiten Gasse; als deren südlicher Teil wurde sie 1905 wieder eigenständig benannt.
- Kellermanngasse, 1910 benannt nach dem Lederhändler Georg Kellermann (1820–1895); er stiftete testamentarisch einen Betrag von 600.000 Kronen zur Errichtung des Georg Kellermann'schen Kinderspitals, aus dem die Kinderabteilung des Wilhelminenspitals hervorging. Die Georg Kellermann’sche Kinderspitalstiftung besteht heute noch. Ihre Erträge kommen dem Wiener Krankenanstaltenverbund KAV zugute.[6] Das Wiener Kontrollamt beziffert die 2000–2004 getätigten Ausschüttungen mit rund 11.600 Euro.[7]
- Kenyongasse, 1892 benannt nach Eugenie Louise Kenyon (geborene Turovsky, 1806–1877); sie vermachte ihr Vermögen testamentarisch dem zu errichtenden Erzherzogin-Sophien-Spital, das 1879–1881 unter der Leitung von Rudolph von Vivenot erbaut wurde (heute der Kenyon-Pavillon des Sozialmedizinisches Zentrums Sophienspital). Siehe auch die Vivenotgasse im 12. Bezirk, Meidling.
- Kirchberggasse, 1862 benannt nach Wolf von Kirchberger († 1498); er entstammte einem alten niederösterreichischen Geschlecht und hatte in Wien Grundstücke am Spittelberg gepachtet. Die Gasse hieß vorher Glockengasse; 1910 wurde ein Teil als Zitterhofergasse abgetrennt.
- Kirchengasse, 1862 benannt nach der Mariahilfer Kirche im 6. Bezirk, zu der sie südwärts führt. Die Kirche wurde von 1686 bis 1689 von Sebastian Carlone dem Jüngeren und dem Steinmetz Ambrosius Ferrethi errichtet und am 14. August 1689 unter Bischof Leopold Karl von Kollonitsch geweiht. Ab 1711 erfolgte der Umbau der Kirche in ihre heutige Gestalt durch den Baumeister Franziskus Jänckl. Die Gasse hieß vorher Grosse Kirchengasse.

## L
- Lerchenfelder Gürtel, 1883 benannt nach dem früheren Ortsnamen Lerchenfeld, der 1295 erstmals urkundlich erwähnt wurde. Der Name ist entweder auf einen bestandenen Lärchenwald zurückzuführen oder darauf, dass sich der kaiserliche Hof dort mit dem Lerchenfang beschäftigte (im späteren Ortswappen von Lerchenfeld waren beide Thesen vereinigt, es zeigte einen Baum und drei Vögel). Noch wahrscheinlicher ist jedoch eine ältere slawische oder keltische Flur- oder Ortsbezeichnung. Die neu angelegte Straße wurde hier nach 1868 Gürtelstraße genannt, 1883 erfolgte die heutige Benennung. Die Grenze zum 16. Bezirk verläuft an der westlichen Kante der U-Bahn-Trasse.
- Lerchenfelder Straße, 1862 benannt nach der ehemals selbstständigen Gemeinde Lerchenfeld; siehe Lerchenfelder Gürtel. Die Straße hieß um 1314 Kremser Straße; später hieß der untere Teil (bis Nr. 40) bis 1862 Rofranogasse (nach den ehemaligen Besitzern des Palais Auersperg) und der obere Teil Alte Lerchenfelder Hauptstraße bzw. Hauptstraße in Altlerchenfeld. Im 7. Bezirk befinden sich die Gebäude mit ungeraden Hausnummern; die Straßenmitte bildet die Grenze zum 8. Bezirk.
- Lindengasse, 1913 benannt nach dem ehemaligen Gasthausschild „Zur goldenen Linde“ auf Nr. 24. Die Gasse hieß vorher Josefigasse, Josefibrunnengasse, Leopoldigasse, Obere Brunngasse und Dreilaufergasse.

## M

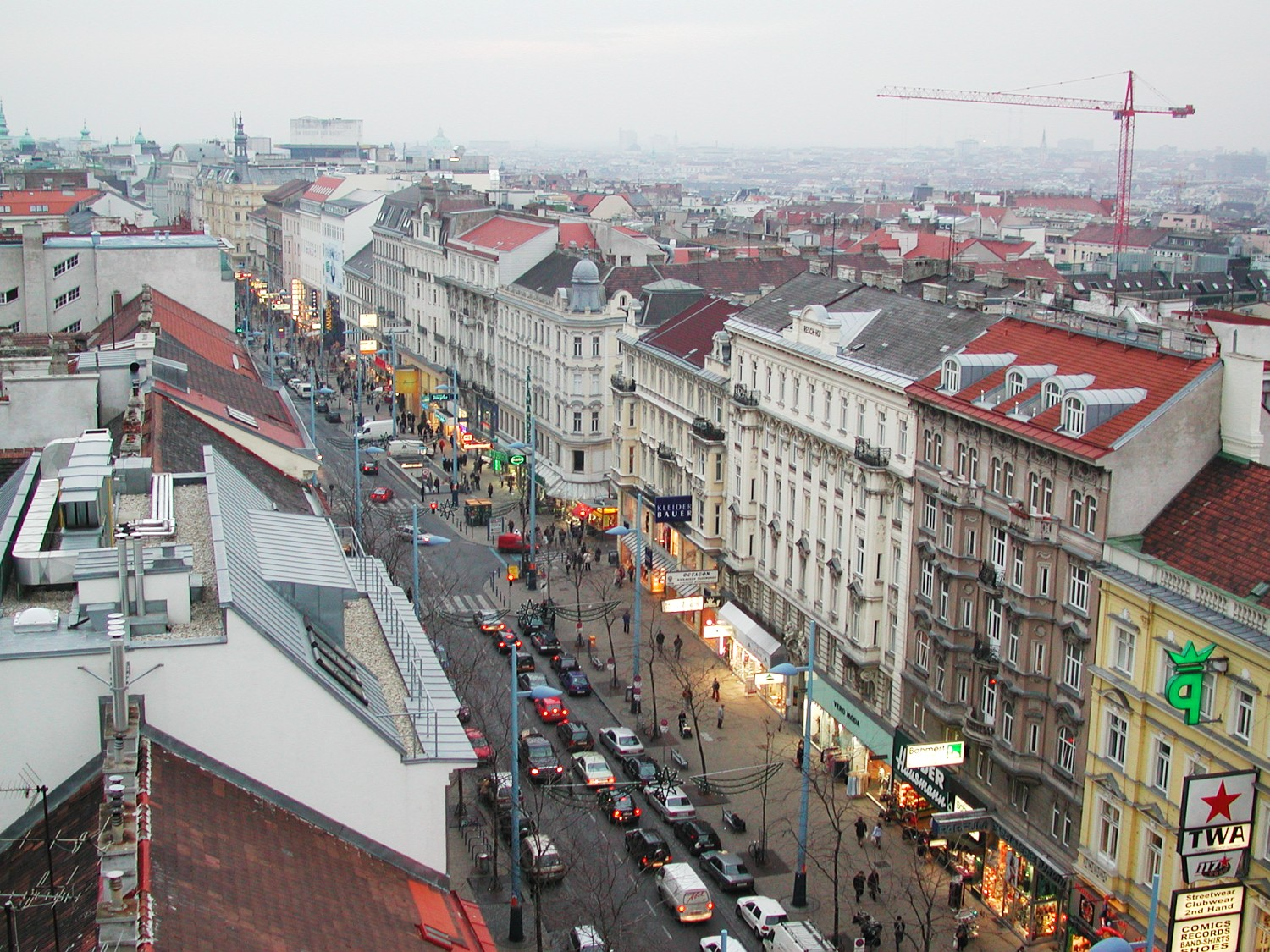
Die Mariahilfer Straße, stadteinwärts gesehen, bei der U-Bahn-Station Zieglergasse

- Mariahilfer Straße, 1897 benannt nach der ehemals selbstständigen Gemeinde Mariahilf. Der Name Mariahilf ist auf eine Kopie des Gnadenbildes Mariahilf von Lucas Cranach dem Älteren zurückzuführen, das sich in einer Kapelle des 1660 von den Barnabiten in dieser Gegend errichteten Friedhofes befand. Dieses Bild befindet sich heute in der Mariahilfer Kirche. Die Straße hieß im 7. Bezirk ursprünglich Kremser Straße, dann Bayrische Landstraße, Laimgrubner Hauptstraße und Mariahilfer Hauptstraße. In der Straßenmitte verläuft die Grenze zum 6. Bezirk, Mariahilf.
- Mechitaristengasse, 1843 benannt nach dem armenischen Orden der Mechitaristen und dessen 1874 erbauter Mechitaristenkirche. 1773 übersiedelte ein Zweig des Ordens nach Triest und von dort 1805 nach Wien, wo er 1810 im heutigen 7. Bezirk ein neues Kloster gründete. Das Kollegium besitzt eine eigene Druckerei (gegründet 1811 und voll operativ bis 1999), wo Werke in 41 orientalischen Sprachen gedruckt werden können. Die Gasse wurde 1788 auf Gründen des ehemaligen Kapuzinerklosters angelegt. Hier befindet sich eine Gedenkstätte für Franz Werfel, der in seinem Roman Die vierzig Tage des Musa Dagh den Widerstandskampf der Armenier gegen die Türken schilderte.
- Mentergasse, 1877 benannt nach dem Unternehmer Franz Menter (1815–1866), Seidenwarenfabrikant; er war von 1861 bis 1866 Vertreter des Neubaus im Wiener Gemeinderat.
- Mondscheingasse, 1862 benannt nach dem historischen Hausschild „Zum goldenen Mondschein“. Die Gasse wurde auf dem Areal des 1783 aufgelassenen Friedhofs von St. Ulrich angelegt. Sie hieß ursprünglich Postgassel, dann Maria Troster Gasse und Beim Gottesacker, und schließlich 1820–1825 Spitalgasse.
- Museumsplatz, 1996 benannt nach dem MuseumsQuartier (MQ). Der Platz hieß ursprünglich Am Glacis und war dann Teil der Hofstallstraße (nach den 1725 hier angelegten kaiserlichen Hofstallungen). 1870 wurde er mit seiner nördlichen Fortsetzung nach den beiden großen Hofmuseen, dem Kunsthistorischen und dem Naturhistorischen Museum, die dort gebaut werden und kaiserliche Sammlungen aufnehmen sollten, Museumstraße benannt. Der Bau der Museen wurde im Zuge der Schleifung der Stadtmauer ab 1858 und des Baues der Ringstraße geplant und erfolgte nach Entwürfen von Gottfried Semper und Carl von Hasenauer ab 1871. 1888 wurde zwischen den beiden Bauten das Maria-Theresien-Denkmal enthüllt, 1889 das Naturhistorische und 1891 das Kunsthistorische Museum eröffnet. Als die Hofstallungen 1922 zum Messepalast umfunktioniert und entsprechend adaptiert wurden, erhielt der Platz 1927–1996 den Namen Messeplatz. Der Maria-Theresien-Platz schließt jenseits der Grenze zum 1. Bezirk, die am stadtzentrumsseitigen Gehsteig des heutigen Museumsplatzes verläuft, an diesen an. 1998–2001 erfolgte der Umbau zum MQ, damals mit 60.000 m² das achtgrößte Kulturareal der Welt. Der Museumsplatz ist Teil der Zweierlinie; an seinen Enden befinden sich die U-Bahn-Stationen Museumsquartier (U2) und Volkstheater (U2, U3).
- Museumstraße, 1870 benannt nach den beiden großen Hofmuseen, dem Kunsthistorischen und dem Naturhistorischen Museum (siehe Museumsplatz). Seit 1927 wird damit nur mehr der Abschnitt der Zweierlinie zwischen Bellariastraße und Lerchenfelder Straße bezeichnet, wo sich keine Museen befinden. Ein Teil der Straße hieß 1862–1919 Hofstallstraße. Am stadtzentrumsseitigen Gehsteig verläuft (entlang der Seitenfront des Justizpalasts) die Grenze zum 1. Bezirk.
- Myrthengasse, 1862 benannt nach der Myrte, einem immergrünen, reich verzweigten Strauch, der Wuchshöhen bis zu 5 Metern erreichen kann. Die Myrte spielte in der griechischen Mythologie eine große Rolle, und heute noch werden gelegentlich Myrtenkränze bzw. -sträußen von der Braut zur Hochzeit getragen. Myrtenzweige galten als Symbol der über den Tod hinausgehenden Liebe. Die Gasse hieß um 1745 Schäffergassl, dann um 1779 Obere Saugasse bzw. Untere Saugasse, und schließlich 1818–1862 Große Rosmaringasse bzw. Kleine Rosmaringasse.

## N

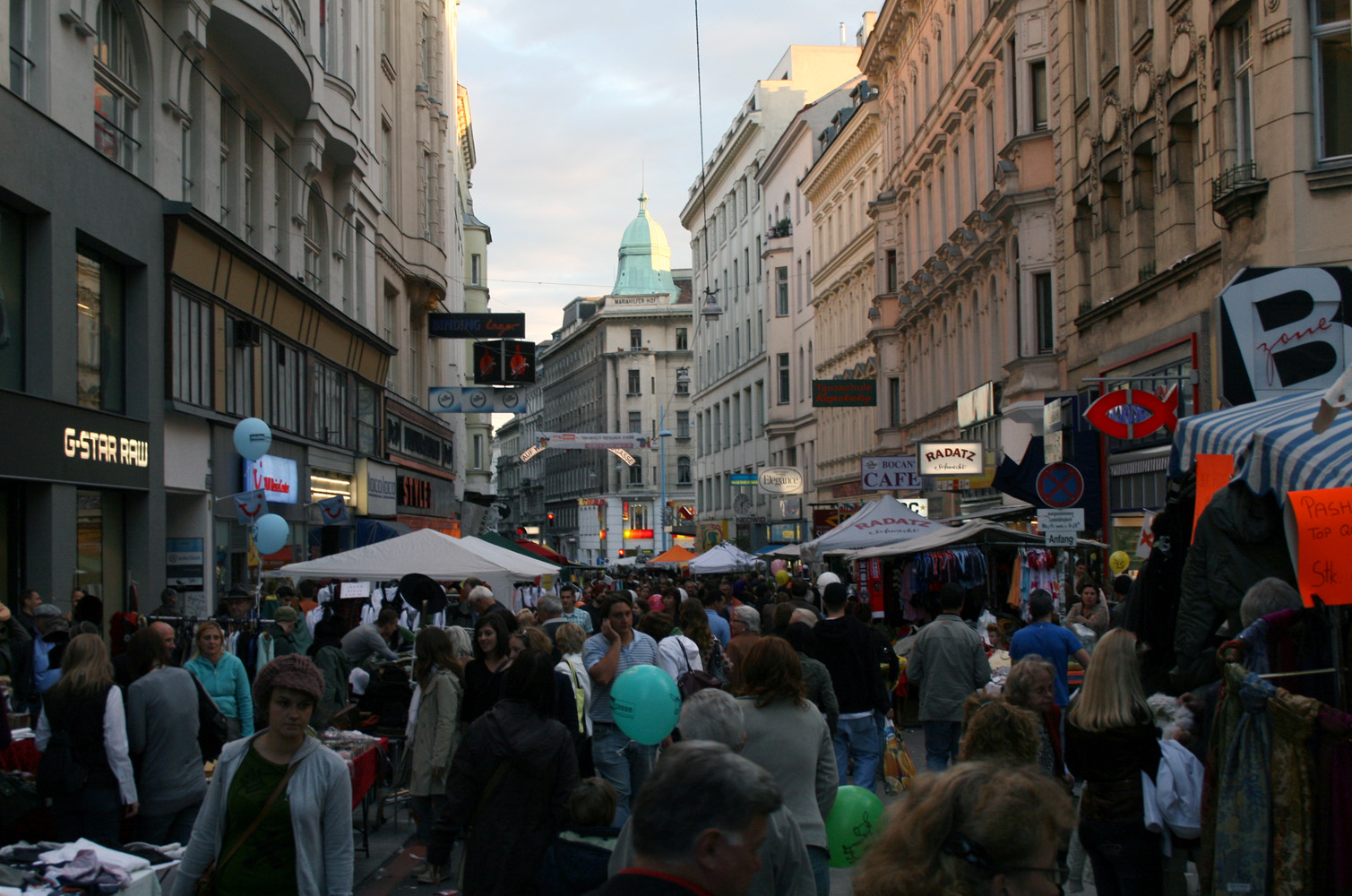
Neubaugasse vor der Kreuzung Mariahilfer Straße (Flohmarkt September 2007)

- Neubaugasse, 1862 benannt zur Wahrung des Namens der ehemaligen Vorstadt Neubau. Im Jahr 1850 wurde der Neubau gemeinsam mit dem westlich anschließenden Schottenfeld und den östlich gelegenen Vorstädten Sankt Ulrich und Spittelberg als neuer 7. Bezirk, Neubau, eingemeindet (bis 1861 als 6. Bezirk nummeriert). Die Verbauung der Gasse begann 1550. Sie verlief zunächst bis zur Burggasse, ab etwa 1700 bis zur Neustiftgasse und seit 1862 bis zur Lerchenfelder Straße. Die Gasse hieß um 1683 Lange Gasse, nach 1770 Neubau Hauptstraße; ein Teil hieß 1700–1820 Spittelberggasse, und dann bis 1862 Störergasse.
- Neubaugürtel, 1864/69 benannt zur Wahrung des alten Vorstadtnamens Neubau; siehe Neubaugasse. Die Straße hieß vorher Gürtelstraße.
- Neustiftgasse, 1862 benannt nach dem ehemaligen Vorort Neustift, einer Erweiterung von Sankt Ulrich, der 1315 erstmals urkundlich erwähnt wurde und 1850 im neuen Bezirk Neubau eingemeindet wurde. Die Gasse ist einer der ältesten Verkehrswege des 7. Bezirks und dürfte bereits um 1100 bestanden haben. Um 1550 entstanden Häuser oberhalb (= westlich) der heutigen Kirchengasse. Die Neustiftgasse wurde 1760 bis zur Kaiserstraße und 1869 bis zum Gürtel verlängert. Sie hieß ursprünglich im unteren Teil Am Platzel, Herrengasse, später auch Kapuzinergasse; der obere Teil hieß Auf dem Acker oder Auf dem Garten und Stadelgasse, und dann bis 1862 Strohplatzl, Am Platzl und Stadlgasse.

## P
- Platz der Menschenrechte, 2014 benannt. Als Menschenrechte werden subjektive Rechte bezeichnet, die jedem Menschen gleichermaßen zustehen. Das Konzept der Menschenrechte geht davon aus, dass alle Menschen allein aufgrund ihres Menschseins mit gleichen Rechten ausgestattet und dass diese egalitär begründeten Rechte universell, unveräußerlich und unteilbar sind. Bei dem „Platz“ handelt es sich um die Kreuzung Mariahilfer Straße / Museumsplatz.

## R
- Richtergasse, 1862 wahrscheinlich benannt nach dem ehemaligen Hausschild „Zur Gerechtigkeit“ auf Nr. 1. Die Gasse hieß davor ab 1798 Herrengasse.
- Ruth-Klüger-Platz, 2021 benannt nach Literaturwissenschaftlerin und Holocaustüberlebenden Ruth Klüger (1931–2020); geboren in Wien, wurde sie 1942 mit ihrer Mutter in das KZ Theresienstadt deportiert. Nach Aufenthalten in verschiedenen Lagern gelang ihr 1945 die Flucht. 1947 emigrierte sie in die Vereinigten Staaten, wo sie bis zu ihrem Tod lebte.

## S

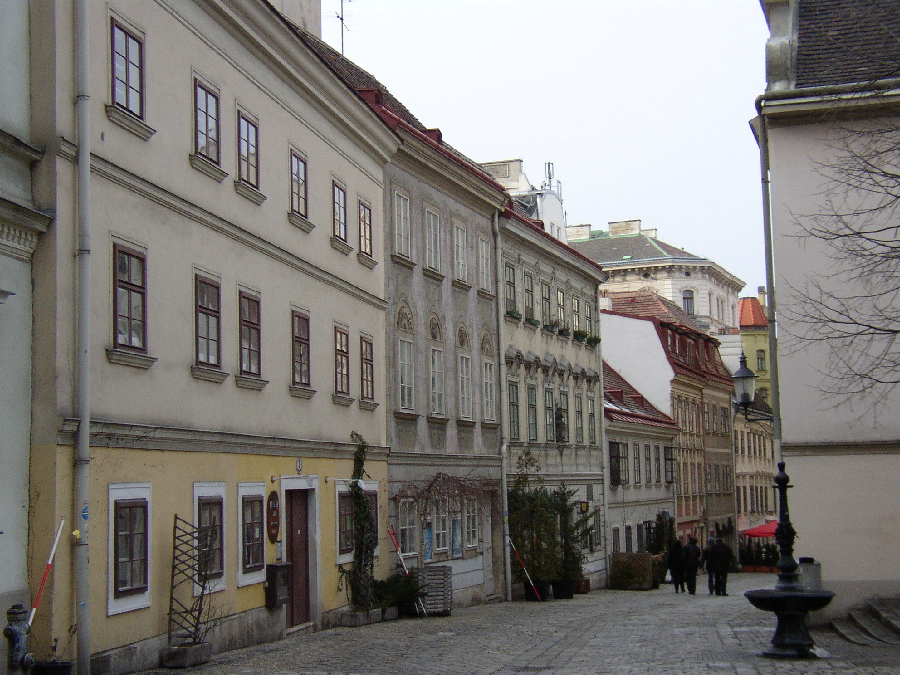
Spittelberggasse

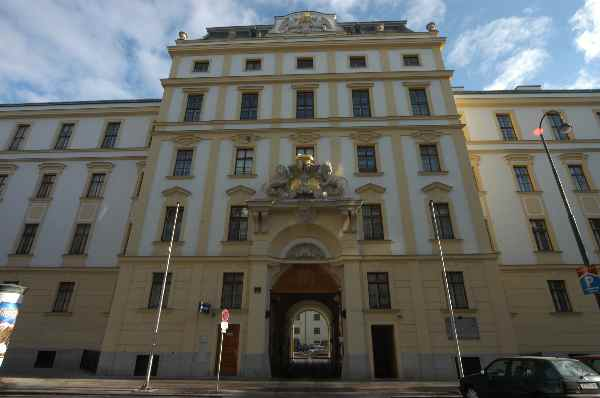
Stiftskaserne in der Stiftgasse

- Schottenfeldgasse, 1862 benannt nach der Feldgasse in der ehemals selbständigen Gemeinde Schottenfeld, die 1850 eingemeindet wurde. Das Gebiet gehörte im 13. Jahrhundert zum Besitz von Dietrich dem Reichen, ab 1629 übernahm das Schottenstift das Lehen. Von 1680 bis zur Mitte des 18. Jahrhunderts wurde das Gebiet entlang der Mariahilfer Straße bis zur Kaiserstraße verbaut. Der Aufschwung begann mit der Ansiedlung zahlreicher Seidenfabrikanten (der Reichtum der Fabrikanten führte zur Bezeichnung Brillantengrund); siehe Seidengasse. Teile der Gasse hießen davor Mittergasse, Münchnerbotengasse und Feldgasse (seit spätestens 1812).
- Schrankgasse, 1907 benannt nach dem Lehrer und Politiker Johann Ferdinand Schrank (1830–1881), Wiener Gemeinderat (1866–1881), Mitglied des niederösterreichischen Landtags (1870–1881), Abgeordneter zum Reichsrat (1873–1879), 2. Vizebürgermeister von Wien (ab 1880). 1878 gründete er die Fraktion der Vereinigten Linken und war bis 1879 deren Vorsitzender.[8] Schrank setzte sich vor allem für die Entwicklung des kaufmännischen Fachunterrichts und für die Ausbildung der Mädchen ein; 1870 wurde die erste Fortbildungsschule für Mädchen in der Zieglergasse eröffnet. Die Gasse hieß bis 1862 Herrengasse und dann 1862–1907 Döblergasse (siehe dort). 1907 wurden die Namen der beiden Gassen getauscht.
- Seidengasse, 1862 benannt nach den zahlreichen hier ansässigen Seidenfabrikations- und -verarbeitungsstätten. Ab dem Ende des 18. Jahrhunderts wurden die Seidenmanufakturen ein dominierender Produktionszweig in der Wiener Wirtschaft; sie konzentrierten sich vor allem auf die Vororte Neubau und Schottenfeld. Der Reichtum der Fabrikanten führte zur Bezeichnung Brillantengrund. 1813, am Höhepunkt der Entwicklung, gab es rund 600 Fabrikanten und 235 Meister. Siehe auch Andreasgasse, Bandgasse, Bernardgasse, Enzingergasse und Mentergasse. Die Gasse hieß vorher ab 1726 Fuhrmannsgasse; ein Teil hieß bis 1810 Schildkrotgasse. 1894 wurde der Gassenteil zwischen Kenyongasse und Neubaugürtel, der bis 1905 zum 1892 eingemeindeten Fünfhaus gehörte, einbezogen.
- Siebensterngasse, 1862 benannt nach dem ehemaligen Hausschild „Zu den sieben Sternen“ auf Nr. 13. Die Gasse hieß zuvor Schwabengasse, Am Holzplatzl und Kleine Stiftgasse. Von 1938 bis 1945 hieß sie Straße der Julikämpfer, weil 1934 von einer an der Ecke zur Stiftgasse gelegenen Turnhalle aus der erfolglose nationalsozialistische Juliputsch begann.
- Siebensternplatz, 2009 benannt nach der angrenzenden Siebensterngasse; siehe diese. Bis zum Jahr 1994 war der Platz ein unansehnlicher Verkehrsknotenpunkt. Die Buslinie 13A fuhr Richtung Norden durch Zollergasse und Mondscheingasse über den Platz. Erst die Änderung der Busverkehrsführung durch die Kirchengasse ermöglichte die definitive Platzgestaltung.[9] Ursprünglich hieß der Platz zwischen Siebensterngasse, Mondscheingasse und Kirchengasse Holzplatzl, weil Waldbesitzer ihre Ware – das gebündelte Holz – hier zum Verkauf brachten.
- Sigmundsgasse, 1837 benannt nach dem Benediktiner Sigismund Schultes (1801–1861), Abt des Schottenstiftes (1831–1861), Vicedirector der theologischen Studien an der Universität Wien (1834–1849), Rektor der Universität (1850–1851). Er veranlasste den Neubau der Pfarrkirche von Platt und des Pfarrhofs von Gumpendorf. In seine Amtszeit fällt auch die 1849 durch die Umstrukturierung des Unterrichtssystems notwendig gewordene Erweiterung des Schottengymnasiums auf acht Klassen. Die Gasse wurde 1837 als schmale Verbindungsgasse zwischen Siebensterngasse und Burggasse angelegt und anschließend planmäßig verbaut.
- Spittelberggasse, 1862 benannt nach der ehemals selbstständigen Gemeinde Spittelberg, die 1850 eingemeindet wurde. Das Gebiet wurde 1525 vom Bürgerspital erworben, woraus sich der ursprüngliche Name Spitalberg ableitete. Das Gebiet rund um den Spittelberg war ursprünglich Weideland, das von verschiedenen Höfen bewirtschaftet wurde. Im Gegensatz zu vielen anderen Vorstädten entwickelte es sich daher nicht aus einem Dorf. Daher konnte Sigmund Freiherr von Kirchberg 1675 die Gründe gewinnbringend an Zuwanderer verpachten. Heute ist dieser Stadtteil ein Beispiel für eine Luxussanierung beziehungsweise Gentrifizierung. Die Gasse hieß vorher Fuhrmannsgasse und Kandlgasse; der Teil zwischen Burggasse und Neustiftgasse wurde 1909 als Gardegasse abgetrennt.
- Stiftgasse, 1862 benannt nach dem Stiftungshaus des Chemikers, Münzfachmanns und Mäzens Johann Konrad Richthausen von Chaos (1604–1663), Münzmeister in Brünn und Wien, Oberst-Erbmünzmeister in Österreich unter und ob der Enns (ab 1654). In seinem Testament setzte er die Chaos'sche Stiftung zum Erben ein, die ein Waisenhaus, genannt Chaossches Stiftungshaus, begründete. Das Haus wurde später ein Rekonvaleszentenheim und dann eine Akademie für Adelige, die sich zur Landesverteidigungsakademie entwickelte. Heute steht an dieser Stelle die Stiftskaserne. Die Gasse hieß um 1577 Mordgassel und später Große Stiftgasse bzw. Pelikangasse.
- Stollgasse, 1896 benannt nach dem Arzt Maximilian Stoll (1742–1787), Professor an der Universität Wien (ab 1776), Leibarzt von Wenzel Anton Kaunitz und Gideon Ernst von Laudon. Er wirkte in Lehre und Forschung und konnte 1783 seine mehrbändige Ratio medendi vorlegen. Darin propagierte er eine exakte und ständig fortgeschriebene Krankheitsgeschichte des Patienten, um daraus z. B. von früheren Erkrankungen auf aktuelle Probleme zu schließen. Neben vielen anderen waren Josef von Škoda und Carl von Rokitansky seine Schüler, die die Theorien Stolls ausbauten und weiterführten.
- Stuckgasse, 1809 benannt nach dem ehemaligen Hausschild „Zum goldenen Stuck“ (Stuck = Kanone) auf Nr. 15, dem Eingang zur „Stuck- und Glockengießerei“ des Johann Achamer. Er fertigte u. a. 1711 die Josephinische Glocke für den Stephansdom, später Pummerin genannt; siehe die Achamergasse im 9. Bezirk, Alsergrund. Die Gasse wurde 1809 errichtet und 1818 nach der Demolierung der Gießerei und der Parzellierung von Achamers Garten verlängert.
- St.-Ulrichs-Platz, 1862 benannt nach der ehemals selbstständigen Gemeinde Sankt Ulrich, die 1850 eingemeindet wurde. Schon 1202 wurde der Ort Zeismannsbrunn urkundlich erwähnt, von dem die erste Besiedlung des heutigen 7. Bezirkes ausging. Der Münzmeister und Stadtrichter Dietrich der Reiche besaß hier einen Gutshof und stiftete 1211 eine Kapelle, die dem heiligen Ulrich von Augsburg geweiht war. Mit der Zeit ging der Name St. Ulrich daher auf die umgebende Ortschaft über. Der Platz hieß ursprünglich Am Anger und Am Bergl, danach 1780–1862 Kirchengasse nach der Ulrichskirche.

## U

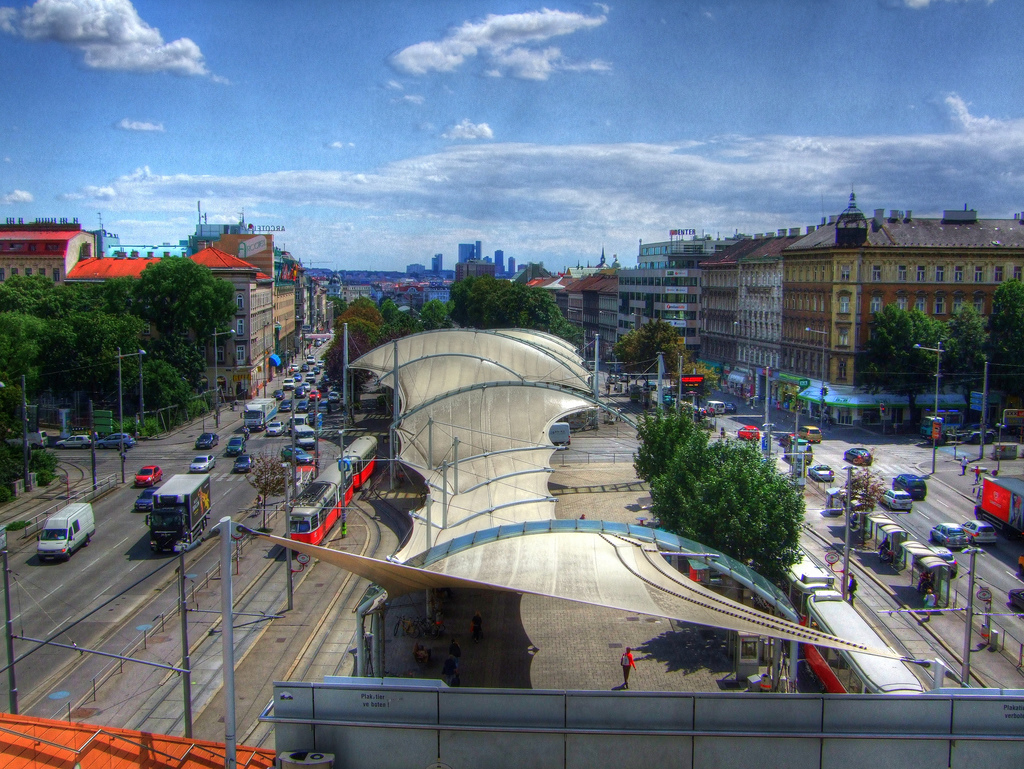
Blick von der Hauptbücherei auf den Urban-Loritz-Platz

- Urban-Loritz-Platz, 1892 benannt nach dem Benediktiner Urban Loritz (1807–1881) des Schottenstifts, a.o. Professor für Pädagogik und Pastoraltheologie an der Universität Wien (1836–1841), Priester (ab 1841) und Pfarrer (ab 1850) von Schottenfeld. Er bemühte sich, am „Brillantengrund“ (siehe Seidengasse) die sozialen Unterschiede und Spannungen abzuschwächen und zu überbrücken. 1853 gründete er eine Kleinkinder-Bewahranstalt zur Unterbringung verwahrloster Kinder.[10]

## W
- Westbahnstraße, 1862 benannt nach ihrer Nähe zum Westbahnhof. Der Bahnhof wurde 1858 anlässlich der Inbetriebnahme der „k.k. priv. Kaiserin Elisabeth-Bahn“ von Wien Westbahnhof über Linz Hauptbahnhof nach Linz Südbahnhof eröffnet. Siehe auch Europaplatz. Die Straße hieß ursprünglich Lammgasse (nach dem Hausschild „Zum grünen Lamm“), dann bis 1830 Pfarrgasse und 1830–1862 Kirchengasse.
- Wimbergergasse, 1890 benannt nach dem Hotelier Karl Wimberger (1834–1926). Der gelernte Kellner übernahm 1860 das Gasthaus „Alte Hühnersteige“ an der Mariahilfer Linie; 1865 baute er Ecke Neubaugürtel/Märzstraße sein „Gasthaus Wimberger“ und 1870/71 am inneren Neubaugürtel das „Hotel Wimberger“. Er lieferte ab 1878 Proviant für das österreichisch-ungarische Heer, gründete ein „Schnellfahrts-Omnibus“-Unternehmen und trat als Veranstalter zahlreicher legendärer Bälle in Erscheinung. 1891–1918 war er Mitglied des Wiener Gemeinderats; auf seine Initiative wurde die Stadtbahn zwischen Westbahnhof und Burggasse unterirdisch geführt.[11]

## Z
- Zeismannsbrunngasse, 1900 benannt nach der Ortschaft Zeismannsbrunn, die 1202 erstmals als Zeizmanebrunnen urkundlich erwähnt wurde und von der die erste Besiedlung des heutigen 7. Bezirkes ausging. Der Münzmeister und Stadtrichter Dietrich der Reiche besaß hier einen Gutshof und stiftete 1211 eine Kapelle, die dem heiligen Ulrich von Augsburg geweiht war. Mit der Zeit ging der Name Sankt Ulrich daher auf die Ortschaft Zeismannsbrunn über.
- Zieglergasse, 1862 benannt nach den Ziegeleien, die sich am Beginn des 19. Jahrhunderts hier befanden. Die Verbauung der Gasse setzte um 1720 ein, die Zieglergasse wurde bereits 1750 erstmals erwähnt. Die Gasse hieß ursprünglich Untere Gasse und dann Ziegelofengasse bzw. Ziegelgasse; der Teil bis zur heutigen Apollogasse hieß bis 1840 Pfauengasse.
- Zitterhofergasse, 1898 benannt nach dem Benediktiner Ambros Gustav Zitterhofer (1824–1894), Kapitularpriester des Schottenstifts, Pfarrer von Sankt Ulrich. Die Gasse wurde aus Teilen der Fassziehergasse und der Kirchberggasse gebildet.
- Zollergasse, 1862 benannt nach dem Tuchhändler Michael von Zollern (1665–1756); er legte 1753 den Grundstein für die Währinger Pfarrkirche. Weiters errichtete er in Neubau eine Schulstiftung für arme Kinder, die er mit 41.600 Gulden ausstattete und mit der die „Zollerschule“ errichtet werden konnte. Die Michael von Zoller-Stiftung existiert noch heute und finanziert Stipendien für Schüler und Studenten aus Niederösterreich, Tirol und dem 7. Bezirk Neubau.[12] Bevorzugt werden Verwandte des Stifters bzw. Personen, die dessen Namen tragen.[13] Die Gasse hieß früher Beim Gottesacker, Obere Gasse, Rittergasse und Wenzelsgasse.

## Historische Straßennamen

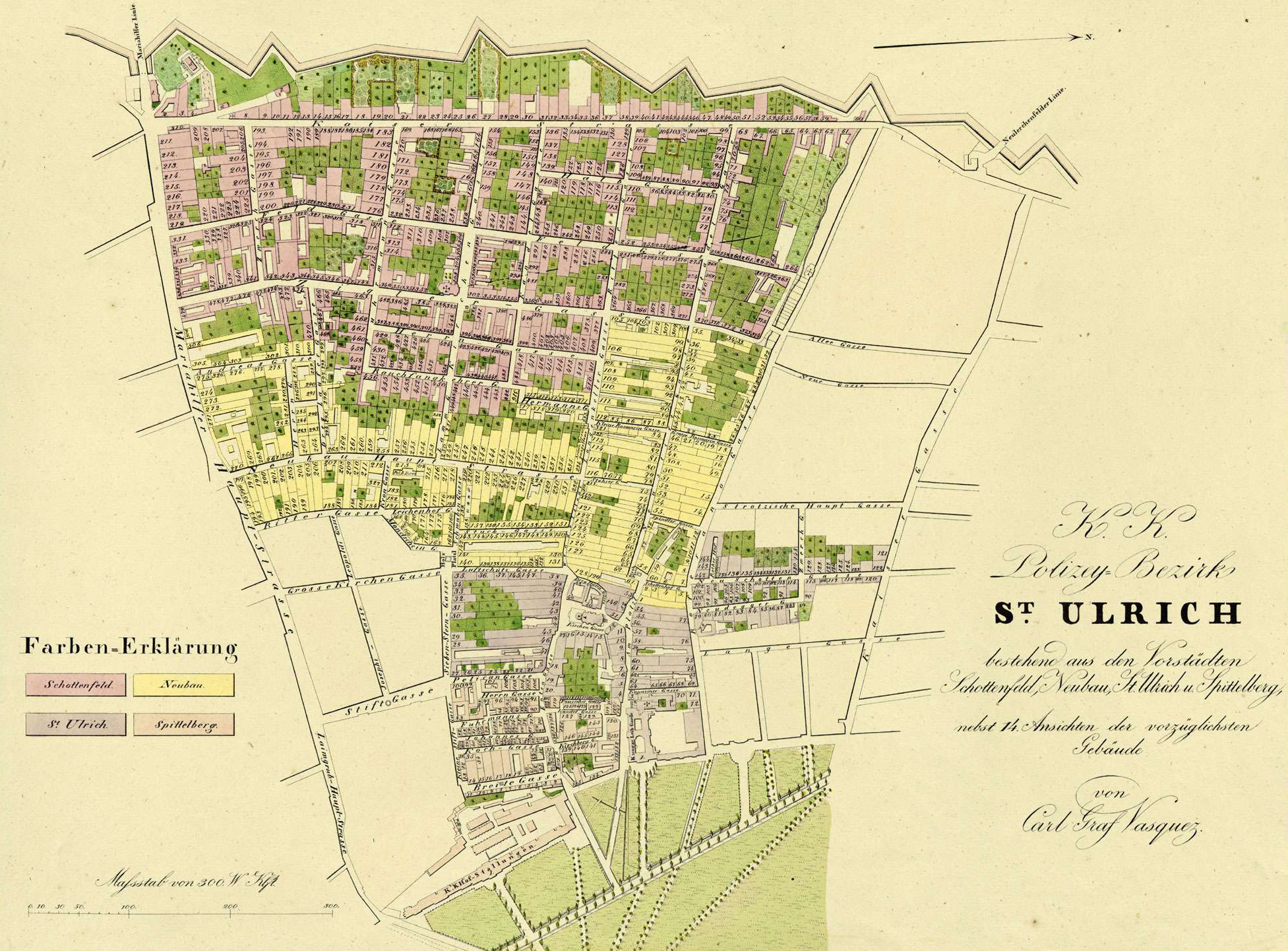
Die heutigen Bezirksteile Neubau, St. Ulrich, Spittelberg und Schottenfeld um 1830

- Alte Lerchenfelder Hauptstraße: siehe Lerchenfelder Straße
- Am Anger: siehe St.-Ulrichs-Platz bzw. Burggasse
- Am Bergel: siehe Burggasse
- Am Bergl: siehe St.-Ulrichs-Platz
- Am Glacis: siehe Museumsplatz
- Am Holzplatzl: siehe Siebensterngasse
- Am Linienwall: siehe Lerchenfelder Gürtel
- Am Platzel: siehe Neustiftgasse
- Am Zeißelbühel: siehe Burggasse
- Auf dem Acker: siehe Neustiftgasse
- Auf dem Garten: siehe Neustiftgasse
- Auf der Wendelstatt: siehe Burggasse
- Badgasse: siehe Badhausgasse
- Bayrische Landstraße: siehe Mariahilfer Straße
- Beim Gottesacker: siehe Mondscheingasse bzw. Zollergasse
- Breite Gasse: siehe Karl-Schweighofer-Gasse
- Döblergasse: siehe Schrankgasse
- Dreilaufergasse: siehe Lindengasse
- Entengasse: siehe Burggasse
- Feldgasse: siehe Schottenfeldgasse
- Fiakerdörfl: siehe Apollogasse
- Fuhrmannsgasse: siehe Spittelberggasse
- Fünfhauser Hauptstraße: siehe Mariahilfer Straße
- Gardegasse: siehe Karl-Schweighofer-Gasse bzw. Spittelberggasse
- Gardehausgasse: siehe Karl-Schweighofer-Gasse
- Glockengasse: siehe Kirchberggasse
- Grosse Kirchengasse: siehe Kirchengasse
- Große Rosmaringasse: siehe Myrthengasse
- Große Stiftgasse: siehe Stiftgasse
- Gürtelstraße: siehe Lerchenfelder Gürtel bzw. Neubau Gürtel
- Herrengasse: siehe Bandgasse, Halbgasse, Neustiftgasse, Richtergasse und Schrankgasse
- Hintere Gasse: siehe Fassziehergasse
- Hofstallstraße: siehe Museumsplatz bzw. Museumstraße
- Holzplatzl: siehe Siebensternplatz
- Johannesgasse: siehe Gutenberggasse
- Josefibrunnengasse: siehe Lindengasse
- Josefigasse: siehe Lindengasse
- Kaiserweg: siehe Kaiserstraße
- Kandlgasse: siehe Gardegasse bzw. Spittelberggasse
- Kandlstiege: siehe Gardegasse
- Kapuzinergasse: siehe Neustiftgasse
- Kirchberggasse: siehe Zitterhofergasse
- Kirchengasse: siehe St.-Ulrichs-Platz bzw. Westbahnstraße
- Kleine Rosmaringasse: siehe Myrthengasse
- Kleine Stiftgasse: siehe Siebensterngasse
- Kremser Straße: siehe Lerchenfelder Straße bzw. Mariahilfer Straße
- Laimgrubner Hauptstraße: siehe Mariahilfer Straße
- Lammgasse: siehe Westbahnstraße
- Lange Gasse: siehe Halbgasse bzw. Neubaugasse
- Lange Kellergasse: siehe Burggasse
- Langenkellergasse: siehe Bandgasse
- Leopoldigasse: siehe Lindengasse
- Mariahilfer Hauptstraße: siehe Mariahilfer Straße
- Maria Troster Gasse: siehe Mondscheingasse
- Mittergasse: siehe Schottenfeldgasse
- Mordgassel: siehe Stiftgasse
- Münchnerbotengasse: siehe Schottenfeldgasse
- Museumsstraße: siehe Museumsplatz
- Neubau Hauptstraße: siehe Neubaugasse
- Neue Gasse: siehe Karl-Schweighofer-Gasse und Hermanngasse
- Neubauzwerchgasse: siehe Hermanngasse
- Obere Brunngasse: siehe Lindengasse
- Obere Gasse: siehe Zollergasse
- Obere Saugasse: siehe Myrthengasse
- Pelikangasse: siehe Lerchenfelder Gürtel bzw. Stiftgasse
- Penzinger Straße: siehe Mariahilfer Straße
- Pfarrgasse: siehe Westbahnstraße
- Pfauengasse: siehe Zieglergasse
- Porteplatz: siehe Lerchenfelder Gürtel
- Postgassel: siehe Mondscheingasse
- Rauchfangkehrergasse: siehe Hermanngasse
- Rittergasse: siehe Burggasse bzw. Zollergasse
- Rofranogasse: siehe Lerchenfelder Straße
- Rosmaringasse: siehe Myrthengasse
- Schäffergassl: siehe Myrthengasse
- Schlapfenpromenade: aufgelassen (Nähe Museumstraße)
- Schönbrunner Straße: siehe Mariahilfer Straße
- Schrankgasse: siehe Döblergasse
- Schwabengasse: siehe Siebensterngasse
- Seillergasse: siehe Bernardgasse
- Spindlergasse: siehe Döblergasse
- Spitalgasse: siehe Mondscheingasse
- Spittelberggasse: siehe Gardegasse bzw. Neubaugasse
- Stadelgasse: siehe Neustiftgasse
- Steig nach St. Ulrich: siehe Burggasse
- Störergasse: siehe Neubaugasse
- Strohmayergasse: siehe Bernardgasse
- Strohplatzl: siehe Neustiftgasse
- Untere Gasse: siehe Zieglergasse
- Untere Saugasse: siehe Myrthengasse
- Wendlgasse: siehe Burggasse
- Wenzelsgasse: siehe Zollergasse
- Windmühlzwerchgasse: siehe Bandgasse
- Ziegelgasse: siehe Zieglergasse
- Ziegelofengasse: siehe Zieglergasse
- Zwerchgasse: siehe Apollogasse

1938–1945
- Kreipelgasse: siehe Ahornergasse
- Straße der Julikämpfer: siehe Siebensterngasse